# Грабовац (Раковица)
Гра́бовац (хорв. Grabovac) — село в общине Раковица, Кордун, Карловацкая жупания Хорватии. До административно-территориальной реорганизации Хорватии входила в общину Слунь. Находится у пересечения автодорог № 1 и № 217.

## Население
По данным на 2001 год в Грабовце проживал 241 человек и было 87 домохозяйств.
| 1857 | 1869 | 1880 | 1890 | 1900 | 1910 | 1921 | 1931 | 1948 | 1953 | 1961 | 1971 | 1981 | 1991 | 2001 |
| ---- | ---- | ---- | ---- | ---- | ---- | ---- | ---- | ---- | ---- | ---- | ---- | ---- | ---- | ---- |
| 641  | 691  | 542  | 534  | 536  | 546  | 544  | 576  | 271  | 322  | 309  | 251  | 224  | 209  | 241  |

## Национальный состав
В годы социалистической Югославии в Грабовце проживало смешанное сербо-хорватское население с незначительным преобладанием сербов. В результате войны в Хорватии в 1991—1995 годах сербское население значительно сократилось и по состоянию на 2001 год в посёлке проживало лишь 16 сербов, что составляло 6,63 процента от общей численности населения.
| Год переписи | 1961          | 1971          | 1981          | 1991          | 2001          |
| ------------ | ------------- | ------------- | ------------- | ------------- | ------------- |
| Хорваты      | 133 (43,04 %) | 79 (31,47 %)  | 77 (34,37 %)  | 74 (35,40 %)  | 211 (87,55 %) |
| Сербы        | 176 (56,95 %) | 171 (68,12 %) | 116 (51,78 %) | 121 (57,89 %) | 16 (6,64 %)   |
| Югославы     | 0             | 0             | 29 (12,94 %)  | 9 (4,30 %)    | 0             |
| Остальные    | 0             | 1 (0,39 %)    | 2 (0,89 %)    | 5 (2,39 %)    | 14 (5,80 %)   |
| Всего        | 309           | 251           | 224           | 209           | 241           |

## Экономика
Значительная часть населения Грабовца занято в обслуживании туристов, прибывающих в расположенный неподалёку национальный парк Плитвицкие озёра.

## Известные уроженцы
По некоторым предположениям, в селе родился революционер и участник гражданской войны в России Алекса (Олеко) Дундич.